# Huszka Jenő-díj
A Huszka Jenő-díj egy 1993 és 2001 között létezett könnyűzenei elismerés volt, melyet a szerzői jogvédő szervezet, az Artisjus alapított, és annak zsűrije is ítélt oda. 2001-ben a díj megszűnt, az Artisjus-díj váltotta fel. A díj névadója Huszka Jenő (1875-1960) zeneszerző volt.

## Díjazottak

### Az év könnyűzenei produkciója
- Sztevanovity Zorán, az „Így alakult” c. nagylemezért (2001)
- Budapest Klezmer Band és a Liszt Ferenc Kamarazenekar (2000)
- Omega koncert a Népstadionban (1999)
- Koncz Zsuzsa - Csodálatos világ album (1998)
- Hofi Géza: Pusszantás mindenkinek CD (1997)
- L’art pour l’art Társulat  (1996)
- Hungária koncert a Népstadionban (1995)
- Kocsák Tibor és Miklós Tibor: Anna Karenina (1994)
- Rapülők együttes (1993)

### Könnyűzeneszerzői alkotói életműdíj
- Vukán György (2001)
- Havasy Viktor (2000)
- Presser Gábor (1999)
- Gábor S. Pál (1998)
- Balázs Ferenc (1997)
- Demjén Ferenc (1996)
- Szörényi Levente (1995)
- Gyulai Gaál János (1994)
- Behár György (1993)

### Az év könnyűzeneszerzője
- Kasza Tibor (2001)
- Pásztor László (2000)
- Gerendás Péter (1999)
- Nagy Ádám(1998)
- Várkonyi Mátyás (1997)
- László Attila (1996)
- Presser Gábor (1995)
- Lerch István (1994)
- Dés László (1993)

### Az év könnyűzenei szövegírója
- Bornai Tibor (2001)
- Nemes István (2000)
- Lovasi András (1999)
- Novák Péter (1998)
- Bereményi Géza (1997)
- Valla Attila (1996)
- Sztevanovity Dusán (1995)
- Horváth Attila (1994)
- Demjén Ferenc (1993)

### Az év legsikeresebb dala
- „Ha nem tudom, nem fáj”: Kaszás – Bradányi (1999)
- „Snassz Vegasz” c. album dalai: Irigy Hónaljmirigy (1998)
- „Kicsit szomorkás” (Csinibaba): Nádas – Szenes (1997)
- „A 67-es út”: Republic együttes (1996)
- „Olyan szépek voltunk”: Dés – Nemes (1995)
- „Még nem veszíthetek”: Zámbó Jimmy (1994)
- „Helló”: Kovács Ákos (1993).